# Chibcha-Sprachen

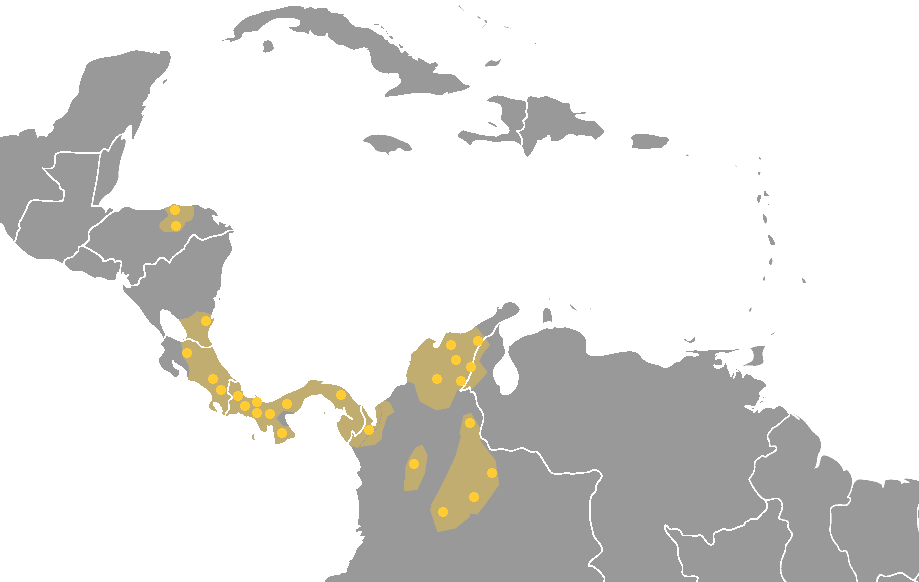

Chibcha ist eine Sprachfamilie in Mittelamerika und Südamerika und gehört zu den indigenen amerikanischen Sprachen.
Die Chibchasprachen sind eine Familie einheimischer indianischer Sprachen von Kolumbien und Zentralamerika. Der Name ist eine Abwandlung einer ausgestorbenen Sprache namens Chibcha oder Muisca, die von den Einwohnern in der Nähe der Stadt Bogotá bis zur Zeit der Entdeckung gesprochen wurde. Dieses Chibcha starb schnell aus, nachdem am 10. Mai 1783 die Verwendung indigener Sprachen verboten wurde. Es wird aber heutzutage vermutet, dass die genetische und linguistische Abstammung der Chibcha eher in Costa Rica und Panama als in Kolumbien zu finden ist, wo auch die größte Vielzahl an Chibchasprachen zu finden ist, darunter die beiden noch am meisten gesprochenen: Ngäbere, die Sprache der Guaymí, und Kuna.

## Forschung
Gelegentlich wird angenommen, dass sich Chibcha-Sprachen mit den Misumalpa-Sprachen, Lenca-, Tarasken (Purépecha)-, Xinca-, Cuitlatec- und Yanoama-Sprachen zu einer Makro-Chibcha genannten Sprachfamilie zusammenschließen lassen. Joseph Greenberg teilt die Chibcha-Sprachen mit Paez in die von ihm als Chibcha-Paez-Unterfamilie des Amerindischen ein. Auch Verwandtschaftsbeziehungen mit den Sprachfamilien der uto-aztekischen Sprachen und der Pano-Takana-Sprachen sind vorgeschlagen worden, all diese Ansätze haben jedoch gemeinsam, dass sie hochspekulativ sind und sich nur schwer empirisch untermauern lassen. Die größten Gemeinsamkeiten haben Chibcha-Sprachen mit den benachbarten Misumalpa-Sprachen im Norden sowie den Chocó-Sprachen im Süden.

## Gliederung
- A
  - Talamanca
    - Bribri (Talamanca)
    - Cabécar (Talamanca)
    - Teribe (Norteño)

  - Boruca (Brunca)
  - Guaymí (Waymi)
    - Guaymi (Ngäbere, Movere)
    - Buglere (Bogotá)
- B
  - Pech (Paya)
  - Votic
    - Rama
    - Voto
    - Huetar (Güetar)
    - Maléku (Guatuso)
    - Corobicí

  - Dorasque
    - Changuena

  - Cuna–Colombian
    - Kuna (Dulegaya)
    - Old Catio
    - Nutabe (Nutabane)
    - Arwako–Chimila
      - Chimila
      - Arwako
        - Wiwa (Malayo, Sanja, Guamaca)
        - Kankuamo (Atanque)
        - Arhuaco (Ika, Bintukua)
        - Kogi (Cogui, Kággaba)

    - Chibcha–Motilon
      - Barí (Motilón)
      - Chibcha–Tunebo
        - Chibcha
        - Duit (Muisca)
        - Guanes
        - Lache
        - Chitarero
        - U'wa (Tunebo)